# 卡吕伯
卡吕贝（德語：Kalübbe）是德国石勒苏益格－荷尔斯泰因州的一个市镇。总面积11.80平方公里，总人口559人，其中男性286人，女性273人（2011年12月31日），人口密度47人/平方公里。